# Tychonoffs sats
Tychonoffs sats är ett viktigt resultat inom topologi enligt vilken produkten av ett godtyckligt (även oändligt) antal kompakta topologiska rum är kompakt med avseende på produkttopologin.